# 니우에의 국가
《천국에 계신 하느님》(Ko e Iki he Lagi)은 니우에의 국가이다. 1974년에 채택되었으며 가사는 니우에어로 쓰여져 있다.

## 니우에어가사
Ko e Iki he Lagi
Kua fakaalofa mai
Ki Niue nei, ki Niue nei
Kua pule totonu
E Patuiki toatu
Kua pule okooko ki Niue nei
Ki Niue nei, ki Niue nei
Ki Niue nei, ki Niue nei
Ki Niue nei, ki Niue nei
Ki Niue nei
Kua pule okooko ki Niue nei
Kua pule ki Niue nei

### 한국어해석
천국에 계신 하느님께서는
니우에를 사랑하리라.
너그럽게 지배하리라.
전능한 니우에를 완전히 지배하리라.
니우에 위에서, 니우에 위에서,
니우에 위에서, 니우에 위에서,
니우에 위에서, 니우에 위에서,
니우에 위에서
전능한 니우에를 완전히 지배하리라.
전능한 니우에를 지배하리라.

## 같이 보기
- 국가 목록